# Casa de Harold C. Bradley
Harold C. Bradley House, también conocida como Mrs. Josephine Crane Bradley Residence, es una casa de Prairie School diseñada por Louis H. Sullivan y George Grant Elmslie. Se encuentra en el distrito histórico de University Heights de Madison, en el estado de Wisconsin (Estados Unidos). Es uno de los pocosMonumentos Históricos Nacionales residenciales de Sullivan y uno de los dos únicos diseños por él en Wisconsin.

## Historia
George Grant Elmslie se unió a la asociación arquitectónica de Adler & Sullivan en 1888. Tras la destitución de Frank Lloyd Wright de la firma, y especialmente una vez que la sociedad se disolvió, el papel de Elmslie bajo Louis Sullivan aumentó. A Elmslie se le encomendó el diseño de la fachada principal del Gage Building y de todos los detalles del Edificio Carson, Pirie, Scott and Company. La Casa Bradley, destinada al profesor Harold C. Bradley, fue diseñada en un momento en que la práctica arquitectónica de Sullivan comenzaba a fallar. Una vez considerado el principal diseñador de rascacielos, Sullivan ahora luchaba por asegurar las comisiones y, a menudo, se enfrentaba a los clientes. La Casa Bradley fue "diseñada por Elmslie con sugerencias ocasionales de Sullivan". Todos los dibujos del edificio fueron esbozados por Elmslie y muchos de los detalles arquitectónicos son consistentes con el estilo que desarrollaría más adelante en su carrera con William Gray Purcell. Bradley House fue el último edificio que Elmslie diseñó mientras estaba con Sullivan; se fue para asociarse con Purcell en 1909.
Inicialmente se planeó un diseño elaborado para la Casa Bradley con un diseño cruciforme. Contaba con una sala de estar y fuerza en la parte trasera, una biblioteca y una cocina en las dos alas y una porte-cochère en la entrada principal. Las bahías se proyectaban fuera de la casa, alineadas con ventanas abatibles. Sin embargo, los Bradleys rechazaron este borrador por considerarlo demasiado extenso. Elmslie rediseñó la casa en una escala más pequeña e incluyó un par de porches para dormir en voladizo en el segundo piso. Sullivan probablemente fue el responsable de la idea de los porches para dormir, aunque Elmslie fue responsable de integrarlos en el diseño final. Elmslie no quedó satisfecha con el resultado cuando se completó la casa.
La Casa de Harold C. Bradley fue inscrita en el Registro Nacional de Lugares Históricos en 1973 y declarada Monumento Histórico Nacional en 1976. Ha sido ocupado y mantenido por Sigma Phi Society, sección de la Universidad de Wisconsin-Madison desde 1915. Los planos de la Casa Bradley se encuentran en las Colecciones de Historia de Illinois y Lincoln en la Biblioteca de la Universidad de Illinois en Urbana-Champaign.